# Trionfo della monarchia spagnola
Il Trionfo della monarchia spagnola è un ciclo di affreschi di Luca Giordano databile al 1692-1693 e realizzato nella volta dello scalone monumentale del monastero di San Lorenzo dell'Escorial.
Si tratta di uno dei più importanti cicli di affreschi del barocco italiano.

## Storia
Il re di Spagna Carlo II d'Asburgo intendeva lasciare la propria impronta nel monastero dell'Escorial, luogo verso cui dimostrava di avere particolare attaccamento, tant'è che il padre Francisco de los Santos lo definiva suo "secondo fondatore".

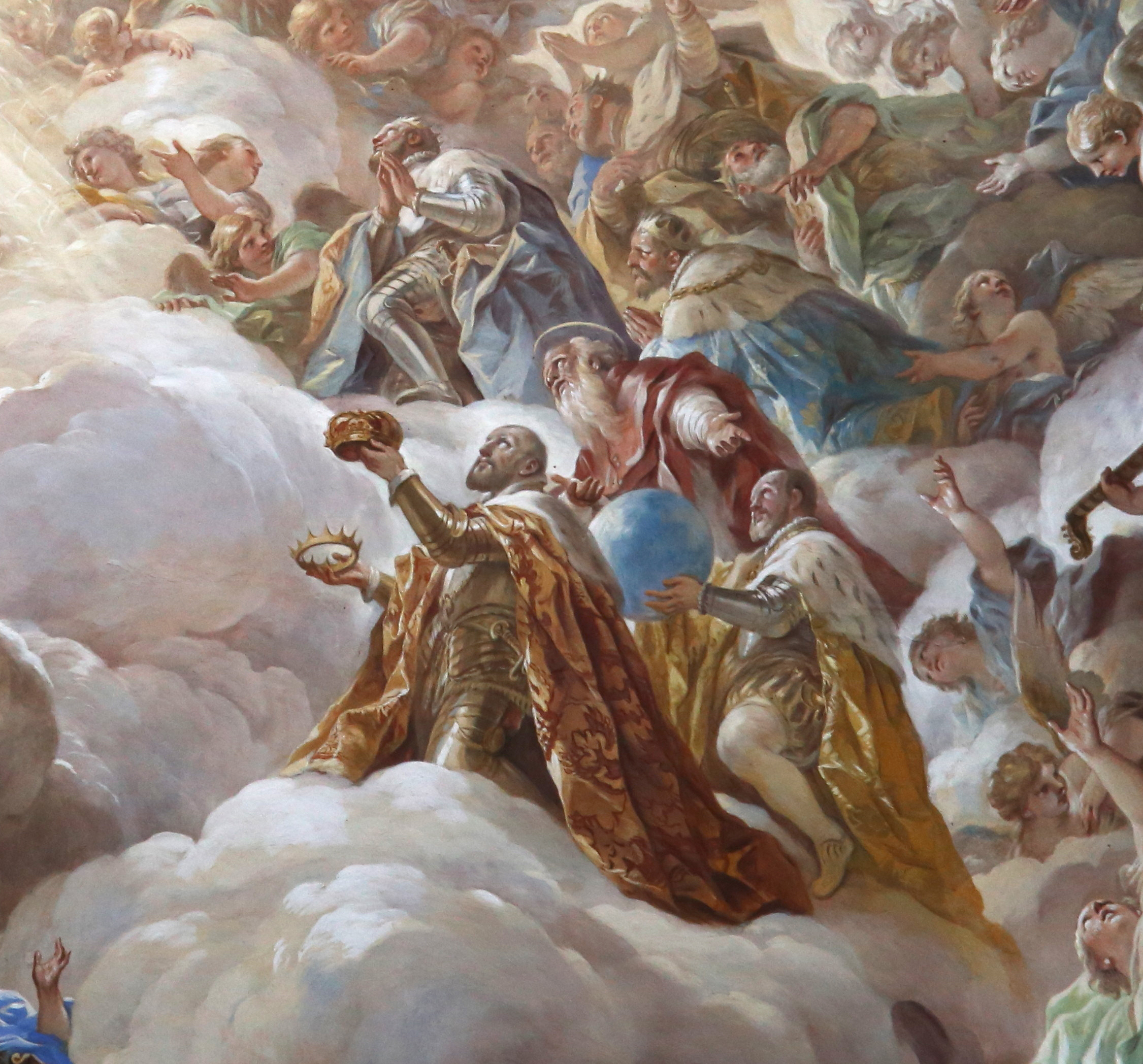
Carlo V e Filippo II presentati da san Girolamo

La casa dei reali spagnoli, voluta da Filippo IV nel terzo quarto del XVI secolo, fu colpita da un gravoso incendio che ne compromise gran parte dell'apparato decorativo. Carlo II chiamò quindi il Giordano per sopperire alle lacunose volte bianche che rimanevano nel monastero. La scelta del pittore napoletano era alquanto scontata: Luca Giordano all'epoca era un pittore affermato, il principale della scena cittadina, che viveva sotto il dominio della corona spagnola. Il suo profilo venne sponsorizzato dall'inviato speciale nel viceregno Cristobal Ontagnon, il quale di rientro a Madrid dopo un soggiorno napoletano elogiò l'operato del pittore e la sua celerità nei lavori richiesti. Questi due fattori spinsero il sovrano a commissionare l'opera di ammodernamento del monastero a Luca Giordano, che ad ogni modo era "attenzionato" dall'ambiente reale già dal 1681, con il re che gli aveva commissionato ben ventidue quadri da collocare nel medesimo sito.

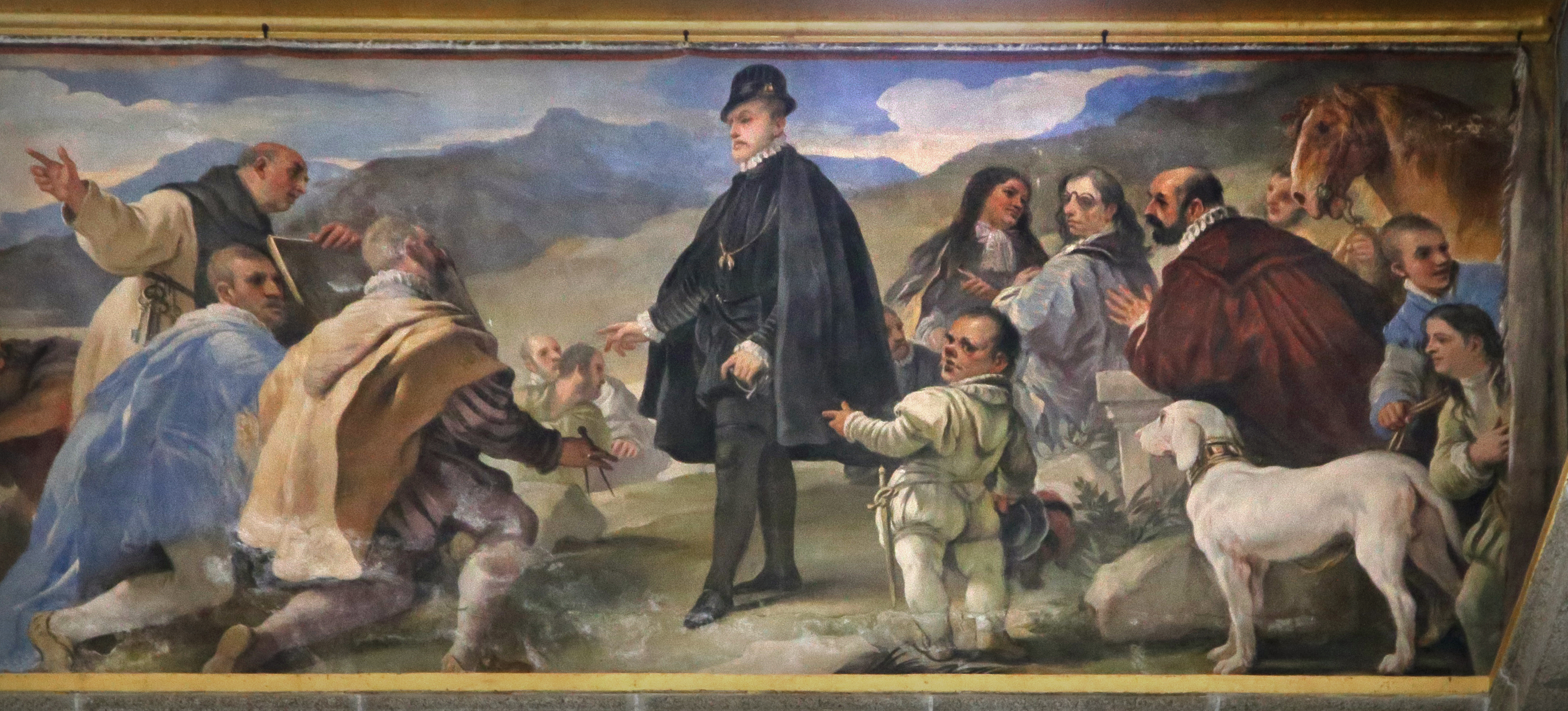
Filippo II che discute con Juan Bautista de Toledo e Juan de Herrera sugli andamenti dei lavori di costruzione del monastero, e alle spalle autoritratto di Luca Giordano (particolare del fregio sottostante la volta)

Secondo quanto scrive Bernardo De Dominici, il Giordano si sarebbe recato in Spagna per lavorare alla fabbrica dell'Escorial con al seguito il figlio Nicolò, il nipote Giuseppe Giordano, tre aiutanti (Aniello Rossi, Matteo Pacelli e Giovan Battista Sottile), un confessore e un domestico. Filippo Baldinucci aggiunse invece a questo elenco anche la presenza come collaboratore di Paolo De Matteis.
A quel momento il monastero era il monumento più importante e rappresentativo della corona spagnola, vero e proprio panteon dei reali. Gli interventi riguardavano la decorazione dello scalone e svariati cicli nella chiesa. Per tutto il programma scenico il Giordano fu pressoché libero di operare, senza particolari vincoli e progetti iconografici prestabiliti né dal priore Alonso de Talavera, né dal padre de los Santos, né tantomeno dal re, che tuttavia aveva l'ultima parola sui bozzetti che di volta in volta gli venivano presentati. Il tema veniva sviluppato pertanto (sia per l'Escalera che per la chiesa) con improvvisazione man mano che andava costruendosi la sua narrazione.
L'Escalera fu il primo spazio dove lavorò il pittore, al termine del quale si poté dedicare poi alla chiesa. Terminati già nell'aprile del 1693, l'abate e pittore Andrea Belvedere, di ritorno a Napoli dal soggiorno in Spagna al seguito proprio del Giordano, di cui era uno dei collaboratori, giudicò l'intervento dell'Escorial tra i più belli che avesse mai eseguito e che mai nulla di simile aveva realizzato nella città partenopea (impressione che fu ripresa anche da Sebastiano Conca nel quarto decennio del Settecento). Carlo II si pronunciò con ancor con maggiori elogi nei confronti del pittore, appellandolo come il «migliore del mondo».
Da lì a breve il Giordano inizierà i cicli della chiesa del monastero, per cui riceverà una rendita pari a 200 ducati mensili, verosimilmente incassata già a partire dagli interventi nell'Escalera.

## Descrizione e stile

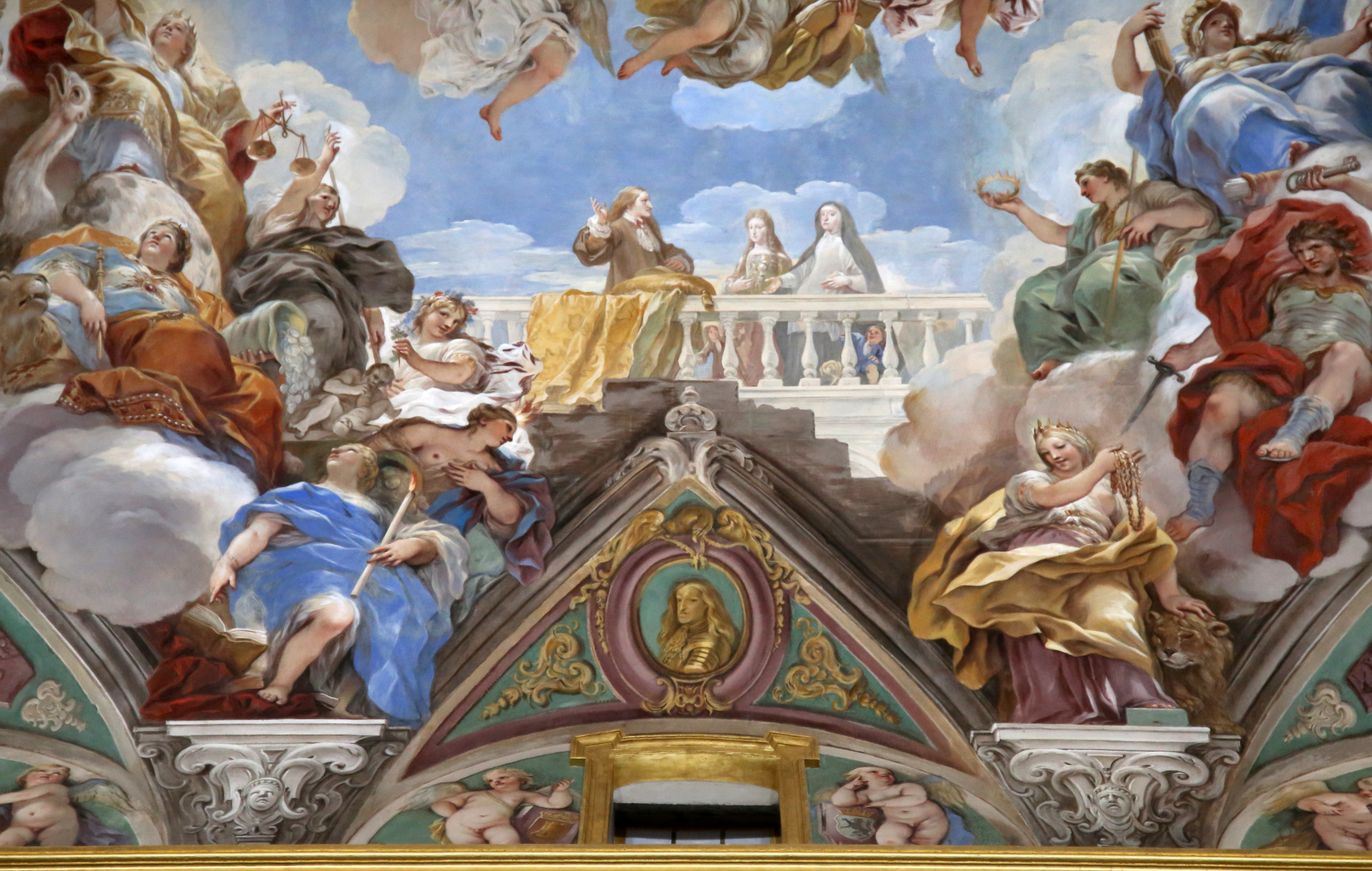
Carlo II, Mariana di Neuburg e Mariana d'Austria

Nella volta dell'Escalera è affrescato, alla "maniera tipica" del Giordano, la grande Apoteosi della monarchia spagnola. Lo stile con cui si sviluppa il tema narrativo ricalca quello realizzato circa dieci anni prima per la famiglia Riccardi nel palazzo di Firenze, con una campitura aerea ampia e libera, in cui sono disposti i vari gruppi di figure.
Il racconto del programma si succede nella lettura delle scene dipinte lungo il cornicione della volta e che culmina nella parte centrale. L'intero ciclo è volto ad elogiare l'immagine della monarchia spagnola, rappresentati nella scena da Carlo V e Filippo II che sono ritratti in adorazione della Trinità.
I fregi affrescati come finti quadri riportati servono a spezzare la volta barocca con i cicli cinquecenteschi delle pareti laterali di Luca Cambiaso. Il soffitto affrescato viene invece concepito rispettando le geometrie dell'architettura, senza utilizzo di finte architetture.
L'intera composizione richiama in maniera evidente i grandi cicli di Pietro da Cortona della serie dei Pianeti di palazzo Pitti a Firenze, come lo sviluppo narrativo, l'accentuato tonalismo cromatico e la visone prospettica del "sotto in su". L'opera rileva influenze anche da Baciccio, come la serie di figure ai lati del finestrone (i giudici di Dio) che richiama quella del ciclo realizzato alla chiesa del Gesù a Roma, mentre da Giovanni Lanfranco assimila l'uso dello "sfondato" nell'apertura del cielo.
Al centro è la Gloria della Trinità con la Vergine, con in basso a sinistra San Lorenzo (a cui è dedicato il monastero) e a destra San Ermenegildo (principe visigoto), San Fernando (santo della Casa reale castigliana), San Girolamo, Carlo V e Filippo II che offrono i loro domini. In posizione inferiore a tutto il turbinio di figura della volta, invece raffigurati Carlo II con sua moglie, Mariana di Neuburg, e sua madre, Mariana d'Austria, che assieme ad alcuni nani che assistono dietro una balaustra.
Nei pennacchi angolari sono quattro Virtù cardinali e altre personificazioni. Nei due lati lunghi sono invece la Regia maestà e la Chiesa cattolica.  Nelle vele sono raffigurate in monocromo a finto porfido le gesta di Carlo V e Filippo II, i quali sono ritratti anche nei due medaglioni centrali dei rispettivi lati corti. Nelle lunette tra le finestre sono infine raffigurati putti con gli stemmi dei sovrani spagnoli.
Nel fregio che ruota sulle pareti laterali sottostante la volta sono affrescate quattro scene sulla battaglia di San Quintino, in riconoscimento della cui vittoria fu costruito proprio il monastero: la Battaglia, l'Assedio, la Resa dei francesi e la Fondazione del monastero.

Virtù cardinali e altre personificazioni
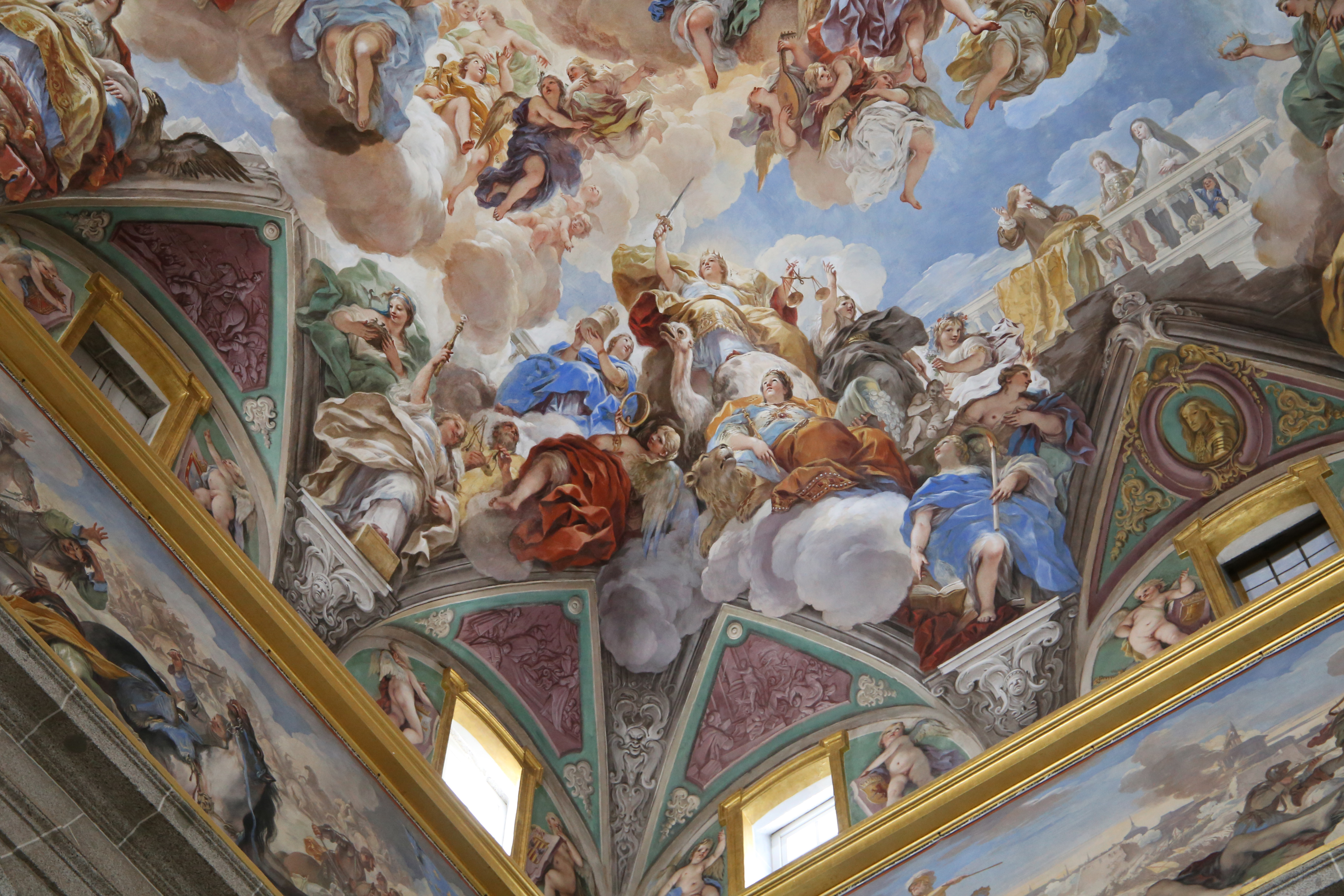
Giustizia e altre personificazioni
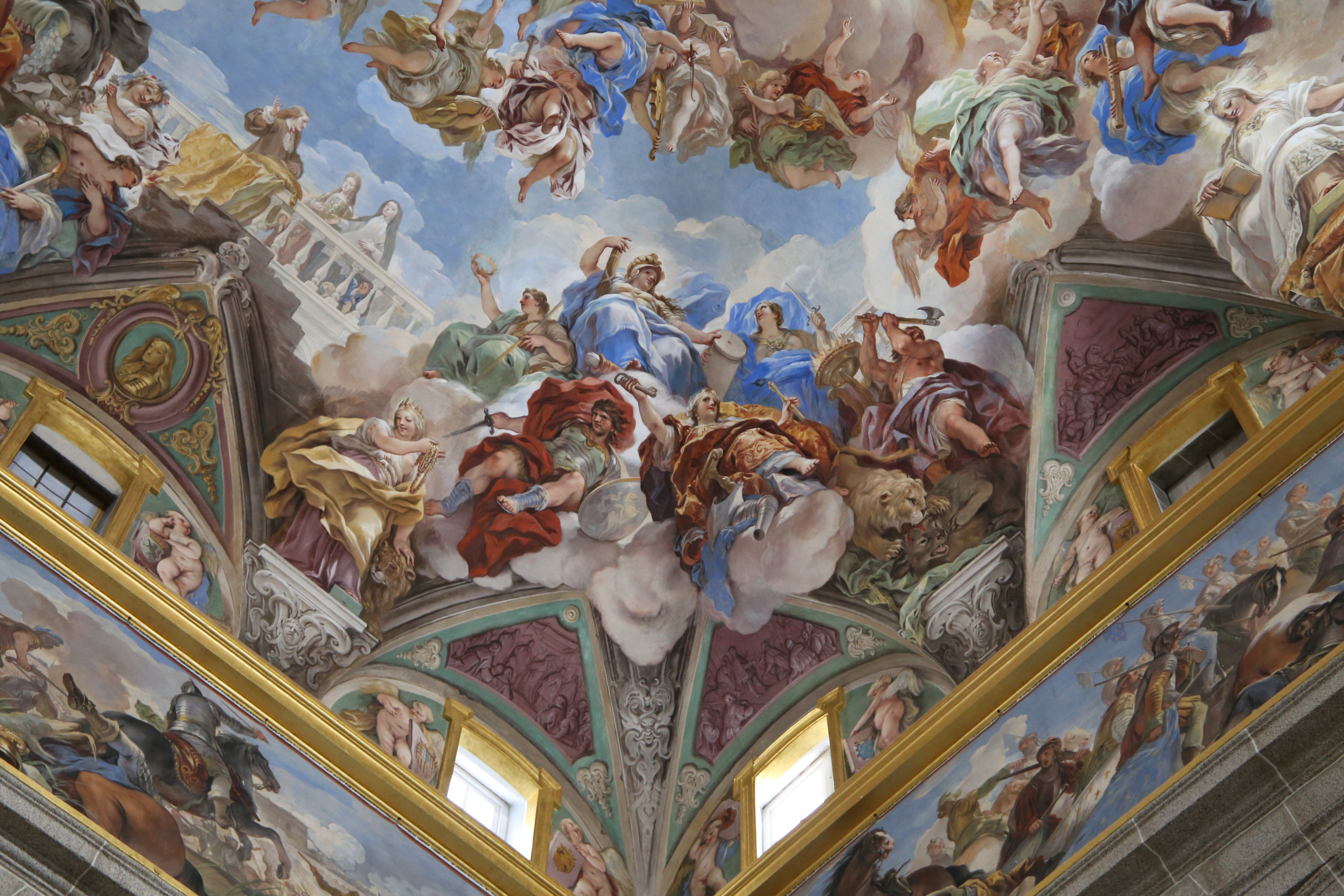
Fortezza e altre personificazioni
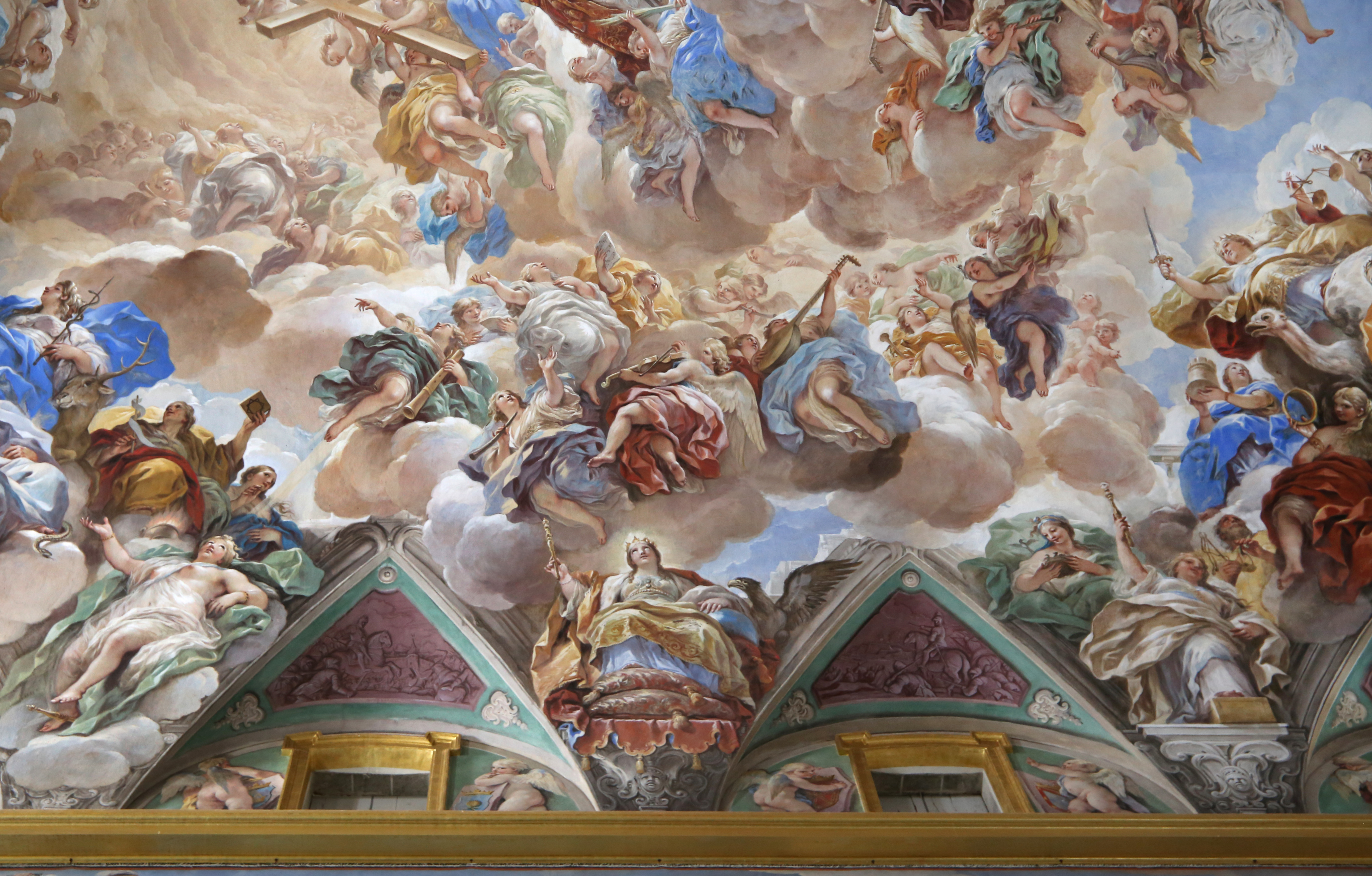
Regia maestà
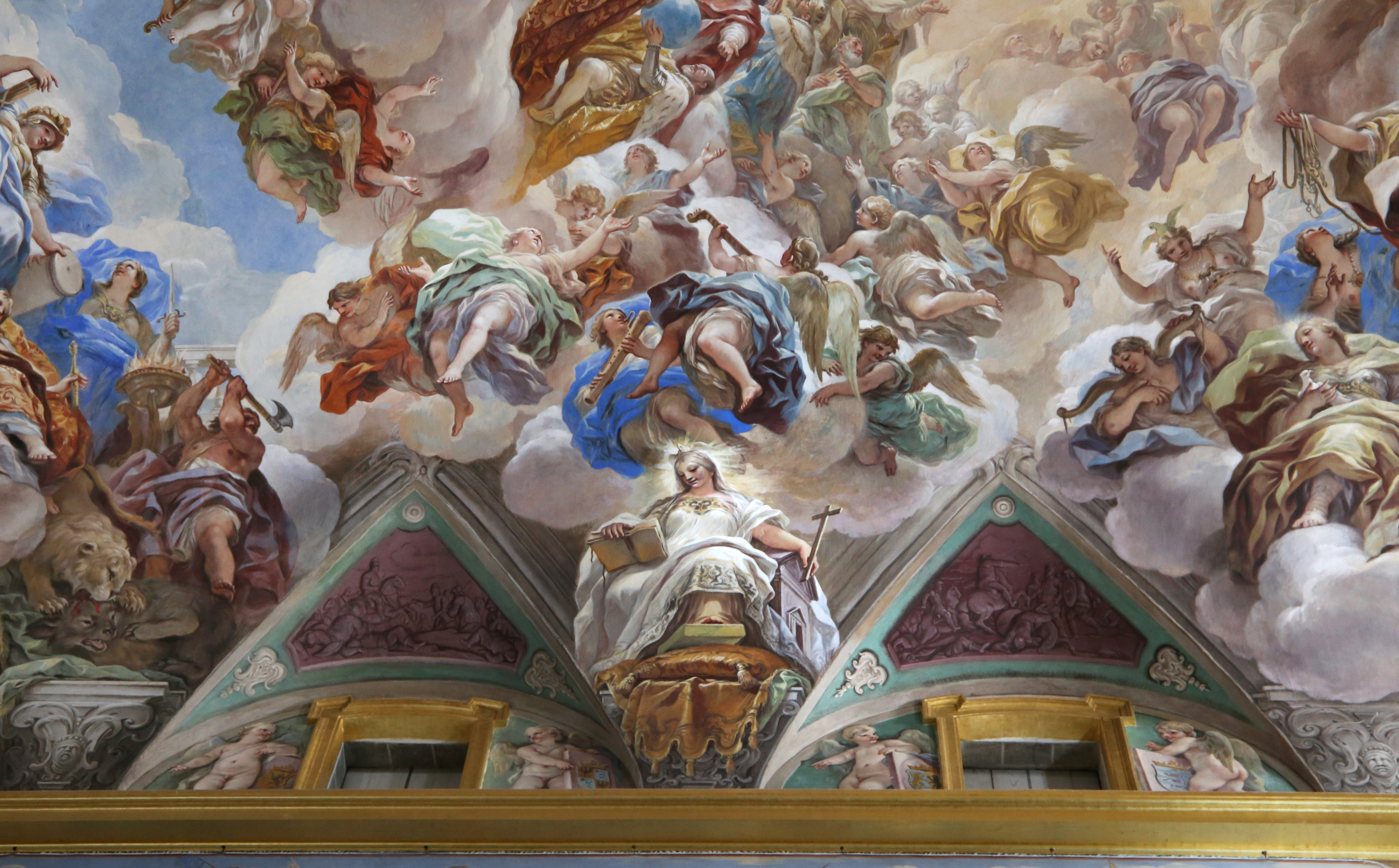
Chiesa cattolica
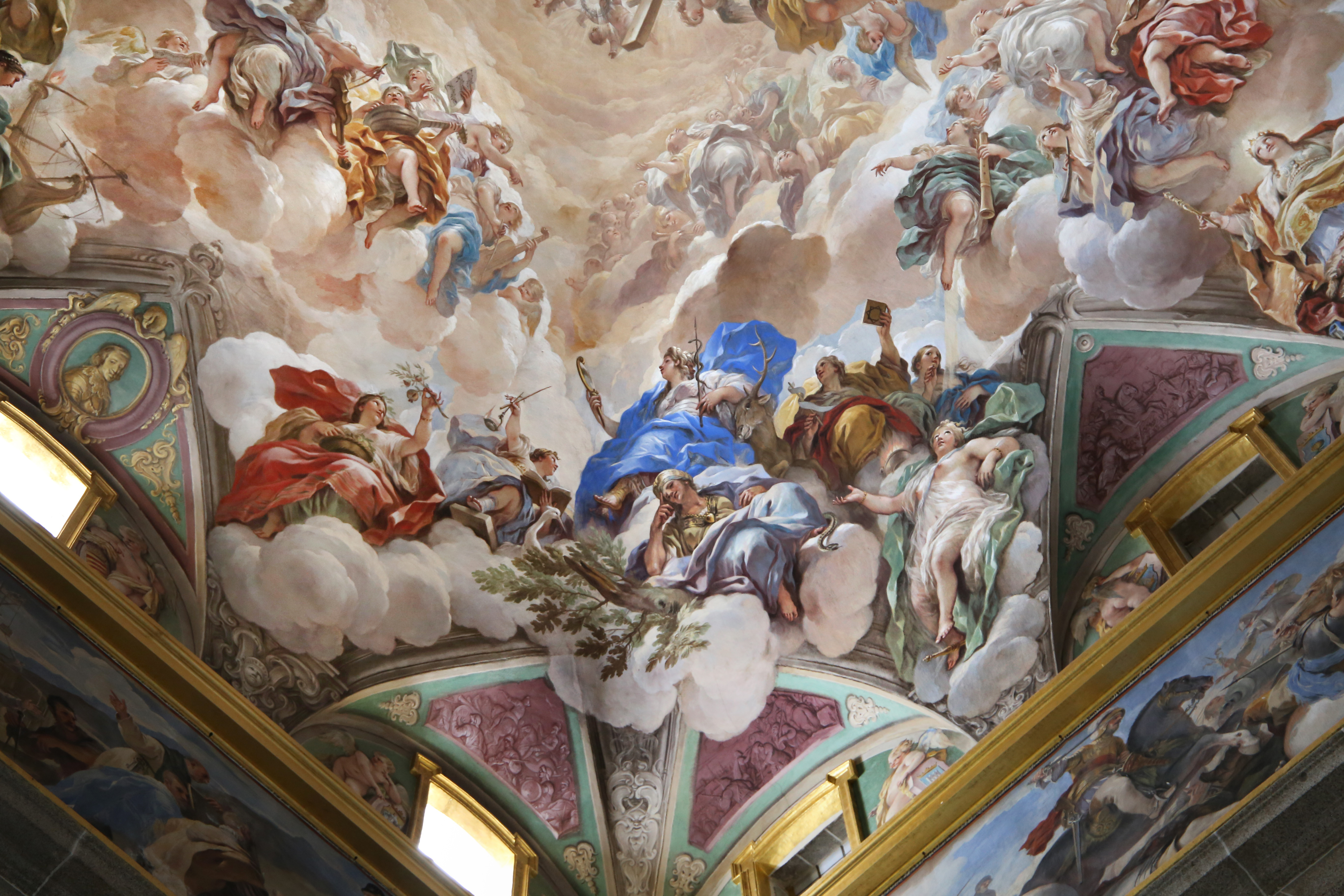
Prudenza e altre personificazioni
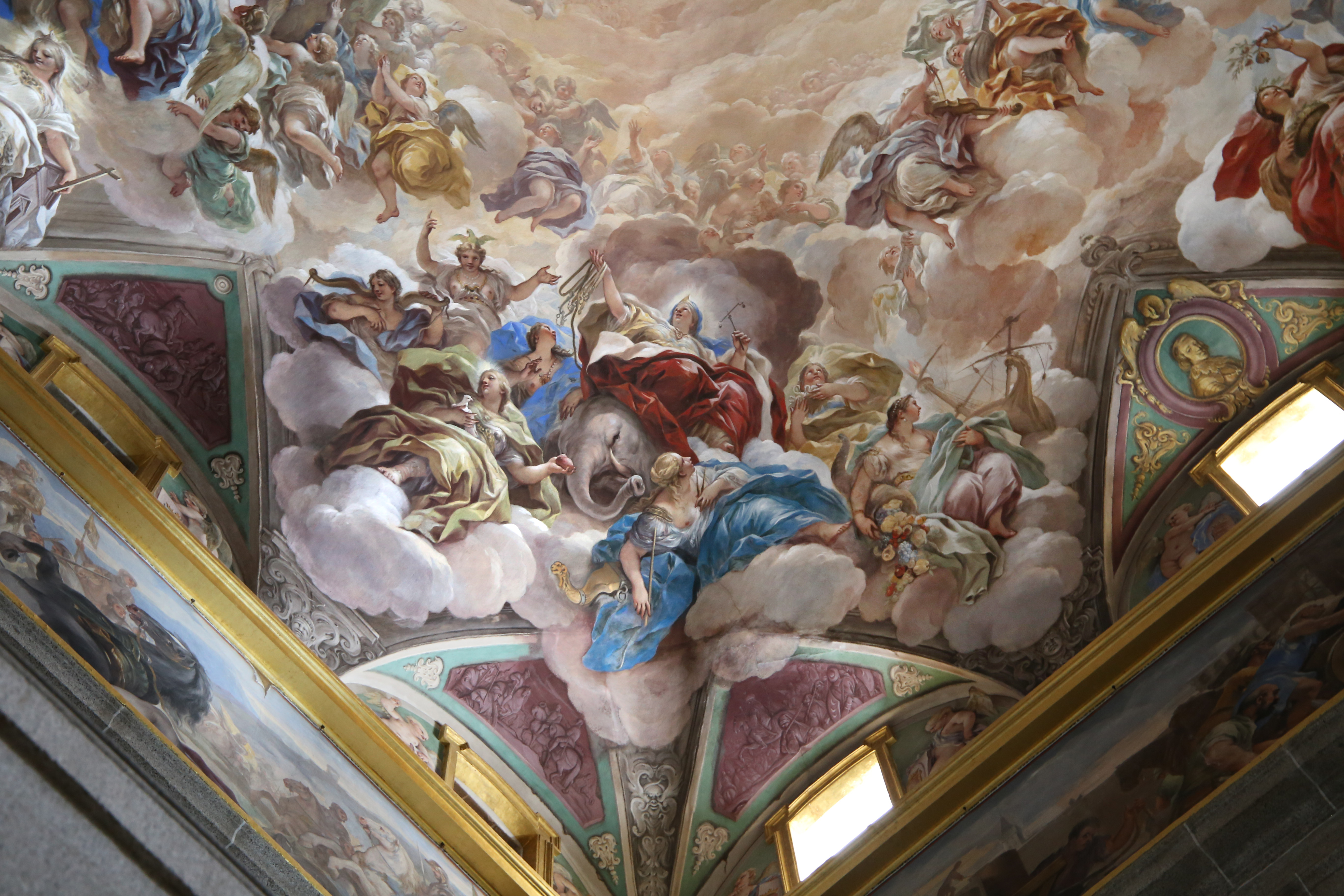
Temperanza e altre personificazioni